# Odysseus Eskitzoglou
Odysseas (Odysseus) Eskitzoglou (em grego:  Οδυσσέας Εσκιτζόγλου, Odysseas Eskitzoglou; 3 de maio de 1932 — 26 de agosto de 2018) foi um velejador grego, campeão olímpico. Ele competiu nos Jogos Olímpicos de Verão de 1960 na classe Dragon e conquistou a medalha de ouro a bordo do Nirefs, ao lado de Georgios Zaimis e do então Príncipe Herdeiro Constantino II. Junto com seus colegas tripulantes do Nireus, ele foi nomeado um dos Atletas Gregos do Ano de 1960.
Nos Jogos Olímpicos de Verão de 1964, em Tóquio, ele e sua tripulação conquistaram o oitavo lugar para a Grécia na classe Dragon, com o Proteus II.